# Cohors I Pannoniorum (Mauretania Caesariensis)
Die Cohors I Pannoniorum (deutsch 1. Kohorte der Pannonier) war eine römische Auxiliareinheit. Sie ist durch Militärdiplome und Inschriften belegt.

## Namensbestandteile
- Cohors: Die Kohorte war eine Infanterieeinheit der Auxiliartruppen in der römischen Armee.

- I: Die römische Zahl steht für die Ordnungszahl die erste (lateinisch prima). Daher wird der Name dieser Militäreinheit als Cohors prima .. ausgesprochen.

- Pannoniorum: der Pannonier. Die Soldaten der Kohorte wurden bei Aufstellung der Einheit aus den verschiedenen Stämmen der Pannonier auf dem Gebiet der römischen Provinz Pannonia rekrutiert.

Da es keine Hinweise auf die Namenszusätze milliaria (1000 Mann) und equitata (teilberitten) gibt, ist davon auszugehen, dass es sich um eine Cohors quingenaria peditata, eine reine Infanterie-Kohorte, handelt. Die Sollstärke der Einheit lag bei 480 Mann, bestehend aus 6 Centurien mit jeweils 80 Mann.

## Geschichte
Die Kohorte war in der Provinz Mauretania Caesariensis stationiert. Sie ist auf Militärdiplomen für die Jahre 107 bis 152 n. Chr. aufgeführt.
Der erste Nachweis der Einheit in Mauretania Caesariensis beruht auf einem Diplom, das auf 107 datiert ist. In dem Diplom wird die Kohorte als Teil der Truppen (siehe Römische Streitkräfte in Mauretania Caesariensis) aufgeführt, die in der Provinz stationiert waren. Ein weiteres Diplom, das auf 152 datiert ist, belegt die Einheit in derselben Provinz.
Der letzte Nachweis der Kohorte beruht auf zwei römischen Meilensteinen, die auf 201/204 datiert sind.

## Standorte
Standorte der Kohorte in Mauretania Caesariensis waren möglicherweise:
- Caesarea (Cherchell): zwei Inschriften[6] wurden hier gefunden.

## Angehörige der Kohorte
Folgende Angehörige der Kohorte sind bekannt:

### Kommandeure
- Iuliu[s] []:[4] er wird auf dem Diplom von 152 als Kommandeur genannt.

### Sonstige
| - Breucus (CIL 8, 21041) - Dexter, ein Centurio (CIL 8, 21041) - Diernaeus: das Diplom von 152 wurde für ihn ausgestellt. | - Licco (CIL 8, 21041) - Q(uintus) (CIL 8, 21033) |